# Kandahar (film 2010)
Kandahar (ros. Кандагар) – rosyjski dramat z 2010 roku w reżyserii Andrieja Kawuna. Film oparty na autentycznych wydarzeniach jakie miały miejsce w latach 1995–1996.

## Opis fabuły
Rok 1995, trwa wojna domowa w Afganistanie. Załoga rosyjskiego Ił-76, wykonując komercyjny lot nad Afganistanem, zostaje zmuszona przez myśliwiec należący do talibów do lądowania na lotnisku w Kandaharze celem kontroli ładunku. Na pokładzie samolotu talibowie znajdują amunicję i aresztują załogę. Piątka Rosjan, siedząc w areszcie domowym, nie jest źle traktowana. Jednak po 378 dniach uwięzienia, przekonana o beznadziejności swojego położenia, podejmuje udaną próbę ucieczki, porywając swój samolot podczas wymiany jednego z uszkodzonych kół.

## Główne role
- Aleksandr Bałujew – Władimir Karpatow (kapitan samolotu Ił)
- Władimir Maszkow – Sierioża (II pilot)
- Andriej Panin – Gotow (nawigator)
- Aleksandr Głubiew – Witek (radiooperator)
- Bohdan Beniuk – Roman (mechanik pokładowy)
- Imomberdi Mingbajew – Misza (afgański tłumacz)